# Nicholas Hamilton
Nicholas William Hamilton (Lismore, Australia, 4 de mayo de 2000) es un actor australiano, conocido por interpretar el papel de Rellian en Captain Fantastic y del villano Henry Bowers en It y su secuela.

## Primeros años
Hamilton nació en Lismore, Australia, hijo de Vicki Atkins y Craig Hamilton. Uno de sus tíos lo incentivó para que iniciara una carrera como actor. En su etapa colegial empezó a actuar en obras de teatro locales.

## Carrera
Llamó la atención en 2013 tras aparecer en el cortometraje Time, dirigido por Liam Connor. Debutó en la pantalla chica en la serie de televisión Mako: Island of Secrets.
Más adelante interpretó al hijo de Nicole Kidman y Joseph Fiennes en la cinta de suspenso australiana Strangerland. En 2016 ingresó en la escena estadounidense al interpretar el papel de Rellian en la película Captain Fantastic, por la que obtuvo varias nominaciones en importantes premios. 
En 2017 apareció en dos adaptaciones cinematográficas de la obra de Stephen King: It y The Dark Tower. Para prepararse para realizar el papel del villano Henry Bowers en It, Hamilton leyó la novela original y se puso en contacto con Jarred Blancard, actor que encarnó a Bowers en la miniserie de 1990. Repitió su papel en la segunda parte de esta producción cinematográfica, titulada IT: Chapter Two, estrenada en 2019.

## Vida personal
Nicholas Hamilton actualmente reside en Los Ángeles,Estados Unidos. Él tiene un perro llamado Nala.
Se ha referido a sí mismo como parte de la comunidad LGBT en su cuenta oficial de Twitter. Durante una transmisión en vivo de The Valleyfolk en 2019, declaró que está saliendo con Mihali Sergakis.

## Filmografía

### Cine
| Año  | Título              | Papel            | Notas |
| ---- | ------------------- | ---------------- | ----- |
| 2013 | Time                | James            | Corto |
| 2013 | The Streak          | Dave             | Corto |
| 2013 | Jackrabbit          | Jack Warren      | Corto |
| 2014 | Long Shadows        | Nathan Sinclair  | Corto |
| 2014 | Letter to Annabelle | Jack             | Corto |
| 2015 | Strangerland        | Tommy Tom Parker |       |
| 2015 | Gifted              | Joel             | Corto |
| 2016 | Captain Fantastic   | Rellian          |       |
| 2017 | The Dark Tower      | Lucas Hanson     |       |
| 2017 | It                  | Henry Bowers     |       |
| 2019 | Danger Close        | Noel Grimes      |       |
| 2019 | It Chapter Two      | Henry Bowers     |       |
| TBA  | Endless             | Chris            |       |

### Televisión
| Año  | Título                  | Papel | Notas                                   |
| ---- | ----------------------- | ----- | --------------------------------------- |
| 2013 | Mako: Island of Secrets | Ben   | Episodio: "I Don't Believe in Mermaids" |
| 2016 | Wanted                  | Jamie | Episodio: "Run Lola Run"                |

### Música
| Año  | Título             | Tipo     | Duración | Papel      | Compositor        |
| ---- | ------------------ | -------- | -------- | ---------- | ----------------- |
| 2016 | Sweet Child O Mine | Cover    | 3:39     | Intérprete | Viggo Mortensen   |
| 2021 | Different Year     | Sencillo | 2:53     | Cantante   | Nicholas Hamilton |

## Premios
| Año  | Premio                    | Categoría                        | Obra              | Resultado | Ref.   |
| ---- | ------------------------- | -------------------------------- | ----------------- | --------- | ------ |
| 2013 | Tropfest Short Film Award | Mejor actor                      | Time              | Ganador   | [ 11 ] |
| 2017 | Screen Actors Guild Award | Actuación destacada de un elenco | Captain Fantastic | Nominado  | [ 12 ] |
| 2017 | Young Artist Award        | Mejor actor de reparto           | Captain Fantastic | Nominado  | [ 13 ] |